# Ленци, Умберто
Умберто Ленци (итал. Umberto Lenzi; 6 августа 1931, Масса-Мариттима, Италия — 19 октября 2017, Рим, Италия) — итальянский кинорежиссёр, снявший большое количество низкобюджетных картин в самых разнообразных жанрах, среди наиболее востребованных из которых были спагетти-вестерн, poliziotteschi, джалло и фильм ужасов. Наиболее прославился как режиссёр фильмов ужасов о зомби. К многим из них самолично он написал сценарий. Умберто Ленци является одним из основоположников жанра итальянских кинокартин о каннибалах. Наиболее известные его творения (получившие крайне противоречивые оценки) «Съеденные заживо», «Город зомби» и «Каннибалы». В общей сложности он снял 66 фильмов и написал сценарии к 48. Помимо прочего снимал сиквелы популярных фильмов.
Будучи среди главных представителей жанра poliziottesco, он руководил съёмками фильмов, впоследствии ставших культовыми в этом жанре: «Почти человек» (1974), «Рим полный насилия» (1976) и «Насилие в Неаполе» (1976). Ленци иногда подписывался псевдонимами Хэнк Милстоун, Боб Коллинз, Хамфри Гумберт и Гарри Киркпатрик.
Он всегда признавал себя анархистом и не скрывал этого. Среди своих учителей, режиссёр на первое место ставит Рауля Уолша и Сэмюэла Фуллера. В 2008 году Ленци также дебютировал как писатель в жанре нуар.

## Биография

### Ранние годы
Умберто Ленци родился в тосканском городе Масса-Мариттима, в провинции Гроссето, 6 августа 1931 года. Окончил Экспериментальный центр кинематографии (Итальянскую национальную киношколу) в 1956 году. Его выпускной работой был короткометражный фильм под названием «Ребята из Траставере», рассказ в стиле Пазолини (пазолиниана) о группе молодых людей из широкоизвестного района Рима. Позже Ленци сотрудничал с такими журналами о кинематографе, как «Bianco e Nero», прежде чем дебютировать в качестве помощника режиссёра Доменико Паолелла в фильме «Страх морей» (итал. Il Terrore dei mari).

### Первые работы
Как режиссёр, Ленци поставил свою первую подпись под фильмом «Приключения Мэри Рид» в 1961 году, снятым в жанре плаща и шпаги и «Непобедимый всадник в маске» (1963). Позже он посвятил себя переосмыслению сальграских классиков и создал на этой основе следующие фильмы: «Сандокан, тигр южных морей» (1963), в котором сыграл Стив Ривз, «Пираты Малайзии» (1964), во время съемок которого режиссёр застал апогей гражданской войны за отделение Сингапура от Малайзии. Следуя волне новых тенденций в кинематографе, Ленци время от времени использует феномен момента в кино. И это на волне успеха серии из двух фильмов о Джеймсе Бонде 007, снятых за два года, среди которых были «A 008, Operation Sterminio» (1965) и «Супер Семь звонит в Каир» (1965). В 1968 году он поставил сценарий молодого сценариста и режиссёра Дарио Ардженто при помощи кинокомпании Titanus; фильм вышел под названием «Легион проклятых» в 1969 году, что было своего рода переосмыслением фильма «Пушки острова Наварон» (1961). Он также продолжает творить в так называемом военном жанре — одном из его любимых — наряду с фильмом «Атака на большую тройку» 1967 года, в 1978 году он снимает в Соединённых Штатах фильм «Большая битва», в котором играли Генри Фонда, Хельмут Бергер и Джон Хьюстон. В 1979 году под псевдонимом Хэнк Милстоун он снял «Из ада к победе», фильм итальянско-французско-испанского совместного производства с Джорджем Пеппардом и Хорстом Буххольцем в главных ролях.

### Джалло
Впоследствии Ленци стал специализироваться на итальянском джалло, создав своё направление — так называемое «эротическое джалло», которое позже он сам назвал «триллерами высшего света». В этом жанре он снял трилогию, состоящую из: «Оргазмо» (1969), одного из самых кассовых фильмов в США на тот момент, «Такая нежная… Такая развратная» (1969) и «Паранойя» (1970). В трилогии главные роли исполнил голливудская звезда Кэрролл Бейкер. Во всех трёх фильмах сочетаются эротизм, психология и интриги из мира нобилей.
В начале семидесятых годов, после переосмысления триллеров Дарио Ардженто, Ленци принимает решение также включится в работу в этом направлении и снимает пять картин: «Идеальное место для убийства» (1971), «Семь окровавленных орхидей» (1972), «Нож для колки льда» (1972), «Спазм» (1974) и «Гляди в оба» (1975). Все фильмы более или менее придерживаются модели Ардженто, в отличие от «Спазма», который несёт в себе больше интроспекции и психологизма, чем другие.
В это же время Ленци отважился попробовать себя в уникальном жанре — так называемом «cannibalico», который он утвердил в мире кино своим фильмом «Человек с глубокой реки» (1972).

### Poliziotteschi
Вследствие рождения такого жанра, как «poliziottesco», в итальянском, а потом и в европейском кино, после выпуска фильма режиссёра Стено «Отдел исполнения наказаний» (1972), Ленци находит себя как режиссёр и становится самым плодовитым режиссёром этого направления в кинематографе. Он снимает несколько фильмов, которые были высоко оценены как общественностью, так и кинокритиками: «Почти человек» (1974), жестокий и нетипичный фильм, посвящённый преступной карьере мелкого уголовника, роль которого сыграл Томас Милиан. Ещё две картины Умберто Ленци, снятые в 1976 году в этом жанре — «Рим полный насилия», с Томасом Милианом и Маурицио Мерли в главных ролях, и «Насилие в Неаполе», собравший кассовый рекорд 60 миллионов лир в первые выходные проката.
В частности, с кубинским актёром Милианом у Ленци складывается долговременное и плодотворное партнёрство, которое поспособствовало успеху многих фильмов режиссёра, среди которых «Cиндикат садистов» (1975). Вместе с Милианом, кроме того, режиссёр создает персонажа Моннецца, красивого и хитрого вора из римского пригорода, который появляется в фильмах «Маньяк и крутой полицейский» (1976) и «Банда Горбуна» (1978).
Ленци также поспособствовал большому успеху актёра Маурицио Мерли, который сыграл комиссара в фильмах «Насилие в Неаполе» (1976) и «Циничный, подлый, жестокий» (1977).
Фильмы Умберто Ленци, снятые в жанре «poliziottesco» очень суровы и жестоки, но они также и не чужды иронии, характерной для стиля Ленци.

### Хоррор и «cannibalici»
В начале восьмидесятых режиссёр решает пойти по стопам самых известных итальянских кинематографистов, таких как Лучо Фульчи и Дарио Ардженто, ища успеха в жанре ужасов и хоррора. Первая работа в этом жанре, особенно почитаемая Квентином Тарантино — «Город зомби» (1980) — показывает людей, зараженных радиацией, которые превращаются нерушимых убийц-каннибалов. «Они не зомби!» — неоднократно подчеркивал сам Ленци. Этот фильм очевидно был вдохновлен фильмом Джорджо Ромеро «Рассвет мертвецов» (1978), но он, несомненно, обладает своей собственной неповторимостью, на которую Ленци неоднократно ссылается в своих будущих работах в жанре ужасов.
В следующем году, после «Ада каннибалов» (1980) Руджеро Деодато, Ленци снимает «Ад каннибалов 2», который снискал большую славу за рубежом и подтолкнул режиссёра к созданию заключительного фильма трилогии «Каннибалы» (1981). Однако трилогия Умберто Ленци о каннибалах показывает очень низкие сборы в прокате (400 000 долларов США в первую неделю в Нью-Йорке), а также является одной из самых цензурированных серий фильмов в мире из-за сцен реального насилия над экзотическими животными. Во время интервью, которое режиссёр дал римскому телевизионному каналу Т9, он высказывает несколько важных соображений относительно создания «Каннибалы» (1981). В частности, он говорит: «Это фильм, который я всегда презирал, я делал его, потому что мне буквально было нечего есть; это был застойный год — очень редкая ситуация для моей карьеры (…), и я был оставлен без работы».
В конце десятилетия он вернулся в жанр триллера / ужаса с фильмом «Добро пожаловать на каникулы» (1989), который был снят совместно с американской кинокомпанией. Этот фильм часто называют двойником другого фильма Ленци, который был написан и снят совместно с Витторио Рамбальди — «Ярость зверя» (1988). В дальнейшем он снимает ещё несколько фильмов в жанре ужасов, включая «Дом с привидениями» (1988), за которым последовала апокрифическая серия фильмов — «Зловещие мертвецы» Сэма Рэйми, спродюсированный Джо д’Амато, и, полностью снятый в США «Страх в ночи» (1989), а также низкобюджетный фильм «Врата в преисподнюю» (1989), в котором актёр Джакомо Росси Стюарт исполнил свою последнюю роль. В том же году он начал сотрудничать с компанией ReteItalia, которая заказала ему пару телевизионных фильмов (ещё два были заказаны у Лучо Фульчи). В результате, несмотря на смехотворный бюджет и невпечатляющую игру актёров, фильмы получились тем не менее достойными: «Заколдованный дом» (1989) и «Дом потерянных душ» (1989), в которых в роли журналиста выступает Личия Коло. Эти два фильма представляют собой единственный пример работы Ленци на телевидении.

### Другие работы
Кроме того, в восьмидесятые годы Ленци снимает множество фильмов и в других жанрах, в том числе комедию с Донателой Ретторе «Толстуха» (1982) — фильм из так называемой серии Пьерино (итальянский аналог Вовочки) (имеется в виду фильм «Пьерино берет реванш» 1982 года с тосканским комиком Джорджо Ариани в главной роли). Следующие работы Ленци уже в жанре приключенческого боевика — картина «Повелитель железа» (1983), снятая по образцу картины американского режиссёра Джона Милиуса «Конан-варвар» (1982), и «Пятеро из Кондора» (1985). Во второй половине восьмидесятых он руководил съёмками двух детективов о войне: «Мост в ад» (1986) и «Время войны» (1987), оба снятых в Югославии.

### Последние работы
На закате своей карьеры, Умберто Ленци больше снимал фильмы на экспорт, например, такие сдержанные картины, как «Полицейский под прицелом» (1989), «Охота за золотым скорпионом» (1991) и «Чёрные демоны» (1991), третья неофициальная глава серии ужасов, начатая Ламберто Бавой. Последний фильм Ленци — «Хорнсби и Родригес — криминальная шайка» (1992) — частично снят в США и Санто-Доминго с Чарльзом Напье в главной роли. Покинув «мир зрелищ» вместе со своей женой Ольгой Пехар, его секретарем, продюсером и актрисой некоторых из его фильмов, Ленци решает опубликовать некоторые свои детективные романы, завоевавшие большой успех у читателей. Позднее он сотрудничал с итальянским кинематографическим журналом Nocturno, где он вел свою собственную колонку.
В 2016 году вышла его первая биография, в которой в основном рассказывается о политической, социальной и профессиональной жизни режиссёра. В этой книге прослеживается жизнь Ленци, начиная с 50-х годов, когда он появился в культурном мире, основал и управлял кинематографический клуб в своём городе, куда ему удалось привлечь таких творцов, как Васко Пратолини, Пьетро Джерми, Федерико Росселлини, которые выбрали Масса-Маритиму для демонстрации своих первых картин, к примеру «Машинист» (1956) Пьетро Джерми. В юности Ленци познакомился с Карло Кассолой и Лучано Бьянчарди, с которыми он потом сотрудничал в создании других кинематографических клубов, участвовал в написании этюдов, и особенно в протесте после массового убийства в шахте Риболли. Затем Умберто Ленци уезжает в Рим, в Экспериментальный центр кинематографии, который во многом предопределил судьбу Ленци как режиссёра. Все это можно найти в книге «Una vita per il cinema. L’avventurosa storia di Umberto Lenzi regista» Сильвии Тровато и Тициано Арригони.
Умберто Ленци был госпитализирован в больницу Грасси ди Остия в Риме, умер 19 октября 2017 года в возрасте 86 лет.

### Память
В 2018 году вышел полнометражный документальный фильм, посвящённый режиссеру — «Взгляните на Ленци: Жизнь и времена титана итальянского эксплойтейшна».

## Ленци-писатель
Умберто Ленци придумал литературную фигуру Бруно Астольфи, частного антифашистского детектива, который находится в мире кино белых телефонов для расследования сложных преступлений. В романах Ленци читатель может буквально почувствовать, каково это дышать тяжёлым воздухом начала 40-х годов, отмеченным тяжёлыми трагедиями войны, в то время как профессия и знание глянцевого мира кинематографа автора показывают читателю точную реконструкцию исторических событий и эффектное описание жизни режиссёров, актёров и статистов.

## Избранная фильмография
| Год  | Русское наименование                    | Оригинальное наименование             | Кто                            |
| ---- | --------------------------------------- | ------------------------------------- | ------------------------------ |
| 1992 | Хорнсби и Родригес – криминальная шайка | Hornsby e Rodriguez — sfida criminale | режиссёр                       |
| 1991 | Охота за золотым скорпионом             | Caccia allo scorpione d’oro           | режиссёр, сценарист            |
| 1991 | Чёрные демоны                           | Demoni 3                              | режиссёр                       |
| 1989 | Врата в преисподнюю                     | Le porte dell’inferno                 | режиссёр                       |
| 1987 | Дом с привидениями                      | La Casa 3                             | режиссёр                       |
| 1981 | Каннибалы                               | Cannibal Ferox                        | режиссёр                       |
| 1980 | Город зомби                             | Incubo sulla città contaminata        | режиссёр                       |
| 1980 | Съеденные заживо                        | Mangiati vivi!                        | режиссёр                       |
| 1975 | Красные кошки в стеклянном лабиринте    | Gatti rossi in un labirinto di vetro  | режиссёр                       |
| 1974 | Спазм                                   | Spasmo                                | режиссёр                       |
| 1972 | Нож для колки льда                      | Il coltello di ghiaccio               | режиссёр                       |
| 1972 | Человек с глубокой реки                 | Il paese del sesso selvaggio          | режиссёр                       |
| 1972 | Семь окровавленных орхидей              | Sette orchidee macchiate di rosso     | режиссёр                       |
| 1969 | Такая милая...такая извращённая         | Così dolce… così perversa             | режиссёр                       |
| 1969 | Оргазмо                                 | Orgasmo                               | режиссёр                       |
| 1967 | Коммандос в пустыне                     |                                       | режиссёр                       |
| 1966 | Последний человек для убийства          |                                       | режиссёр                       |
| 1963 | Непобедимый всадник в маске             | L'invincibile cavaliere mascherato    | режиссёр                       |
| 1962 | Триумф Робина Гуда                      | Il trionfo di Robin Hood              | режиссёр                       |
| 1962 | Дуэль в Сила                            | Duello nella Sila                     | режиссёр                       |
| 1962 | Катерина из России                      | Caterina di Russia                    | режиссёр                       |
| 1961 | Приключения Мэри Рид                    | Le avventure di Mary Read             | режиссёр                       |
| 1961 | Пистолеты чёрной ведьмы                 |                                       | ассистент режиссёра, сценарист |